# دختر روستایی زیبا
دختر روستایی زیبا (ایتالیایی: Campagnola bella) یک فیلم کمدی سکسی سبک ایتالیایی به کارگردانی ماریو سیچیلیانو است که در سال ۱۹۷۶ منتشر شد.

## گزیدهٔ بازیگران
- فرانکا گونلا
- فمی بنوسی
- جانی دئی
- اتسیو مارانو
- کارلا کالو
- ریکاردو گارونه
- ماگدا کونوپکا
- پائولا کوراتسی
- انتسو آندرونیکو